# Verbrandingsmotor

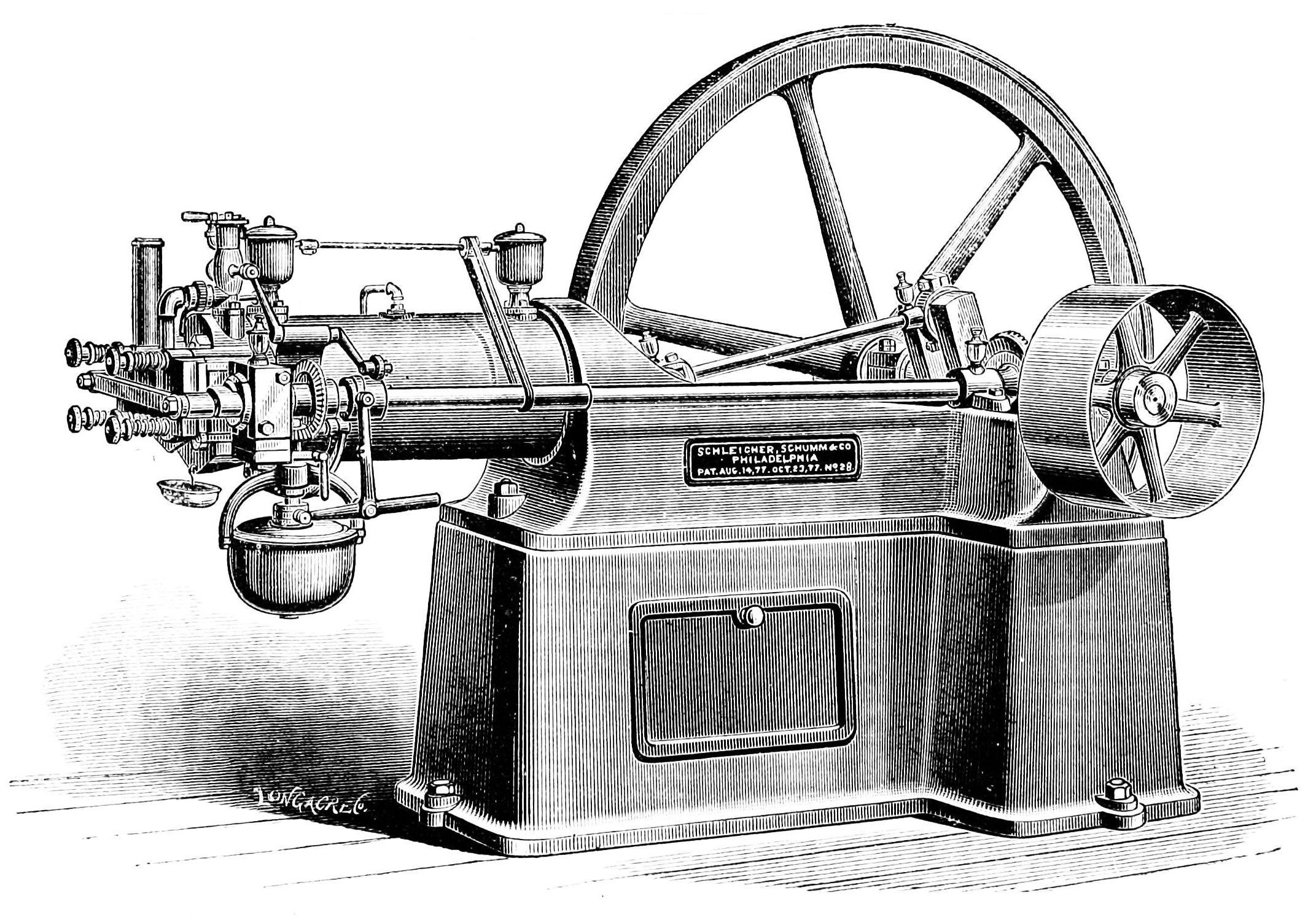
De mengselmotor van Nicolaus Otto is een voorbeeld van een motor met inwendige verbranding.

In een verbrandingsmotor komt door verbranding van een brandstof warmte vrij die tijdens een kringproces door de motor wordt benut om arbeid te verrichten, waarbij een temperatuurstijging voor een hogere druk in de motor zorgt. De hoge druk en temperatuur veroorzaken een uitzetting van het gas die mogelijk wordt gemaakt door een bewegend onderdeel of een opening.
Bij een conventionele zuigermotor of gasturbine gebeurt dat door uitoefenen van een druk op een zuiger of schoepen. Bij een straalmotor of een raketmotor zorgt de drukopbouw voor de uitstroming van een massa gassen zodat de druk die de verbrandingsproducten uitoefenen op de behuizing de motor voortstuwt. Een verbrandingsmotor wordt op gang gebracht door een startmotor of handmatig met een kickstarter of een zwengel.

## Geschiedenis
Étienne Lenoir bouwde in 1862 zijn hippomobile, voorzien van een met lichtgas aangedreven verbrandingsmotor. Pas toen de Duitser Nicolaus Otto in 1878 verbeteringen aanbracht werd de gasmotor van Lenoir een commercieel succes.
Gottlieb Daimler kreeg in 1885 een patent op de eerste succesvolle hoge-snelheidverbrandingsmotor. De grootste verbeteringen aan de zware-oliemotor zijn door de Duitser Rudolf Diesel gedaan, die zijn eerste patenten nam in 1892. De verbrandingsmotor was tegen het einde van de negentiende eeuw de grote concurrent van de stoommachine in industrie en transport.

## Soorten verbrandingsmotoren

### Zuigermotor

de slagen van een viertaktmotor:
1. inlaatslag
2. compressieslag
3. arbeidsslag
4. uitlaatslag

De verbranding vindt in een zuigermotor plaats in een cilinder met een zekere cilinderinhoud waarin zich een zuiger heen en weer beweegt. Op deze zuiger zitten zuigerveren. Een brandstofmengsel wordt in de cilinder gebracht, in de zuigerstand met het kleinste volume ontstoken en draagt dan de door de verbranding opgewekte energie op de zuiger over die zich met kracht uit de cilinder wil bewegen. Deze kracht en lineaire beweging wordt meestal overgebracht op een ronddraaiende krukas.

#### Viertaktmotor
In viertaktmotoren, ook wel vierslagmotor genoemd, wordt een verbrandingscyclus afgewisseld met een reinigings- of spoelcyclus waarin de afgewerkte gassen uit de cilinder worden geperst. De verbrandingscyclus bestaat uit:
1. een inlaatslag waarbij de inlaatklep opengaat, de zuiger naar beneden gaat en er een mengsel van lucht en brandstof de cilinder in wordt gezogen. Het vullen van de cilinder gebeurt in een atmosferische motor met behulp van onderdruk of in een motor met turbolader onder overdruk. Bij een dieselmotor komt wordt er alleen lucht de cilinder ingezogen.
2. een compressieslag waarbij in- en uitlaatklep dichtgaan, de zuiger naar boven komt, het mengsel, in het geval van een dieselmotor de lucht, wordt gecomprimeerd en de verbranding wordt ingeleid.
3. een arbeidsslag waarbij de kleppen dicht blijven, hoge druk ontstaat door de verbranding zodat de zuiger naar beneden wordt gedrukt en er vermogen wordt afgegeven aan de krukas. Bij een mengselmotor wordt het mengsel door een bougie ontstoken. Bij een dieselmotor wordt de diesel ingespoten wanneer de zuiger bijna op haar hoogste punt staat. De warmte[2] die door de druk is opgebouwd laat het mengsel ontbranden.
4. een uitlaatslag waarbij de uitlaatklep open gaat, de uitlaatgassen uit de cilinder worden gedreven en de uitlaatklep weer dichtgaat.

#### Tweetaktmotor
Er is in tweetaktmotoren, ook wel tweeslagmotoren genoemd, iedere omwenteling een arbeidsslag en een slag waarbij er wordt gespoeld. Het binnenstromende verse mengsel verdringt tijdens het spoelen de afgewerkte gassen. Het geproduceerde vermogen is in theorie twee keer groter dan in een viertaktmotor met hetzelfde toerental en dezelfde cilinderinhoud, omdat de tweetaktmotor iedere omwenteling een arbeidsslag maakt.

#### Dieselmotor en mengselmotor
Dieselmotoren zijn cilinderverbrandingsmotoren waarbij het mengsel spontaan ontbrandt door de warmte die door de compressie van de lucht wordt opgewekt. De ontsteking vindt in mengselmotoren plaats door een vonk in de bougies, opgewekt door inductie.
De brandstof kan eerst in een carburateur met de verbrandingslucht worden gemengd en dan in de cilinder worden gebracht, bij een injectiemotor in het spruitstuk de cilinder in worden gebracht of bij dieselmotoren, in de al gecomprimeerde lucht in de cilinder worden ingespoten.

#### Motoren met roterende zuiger

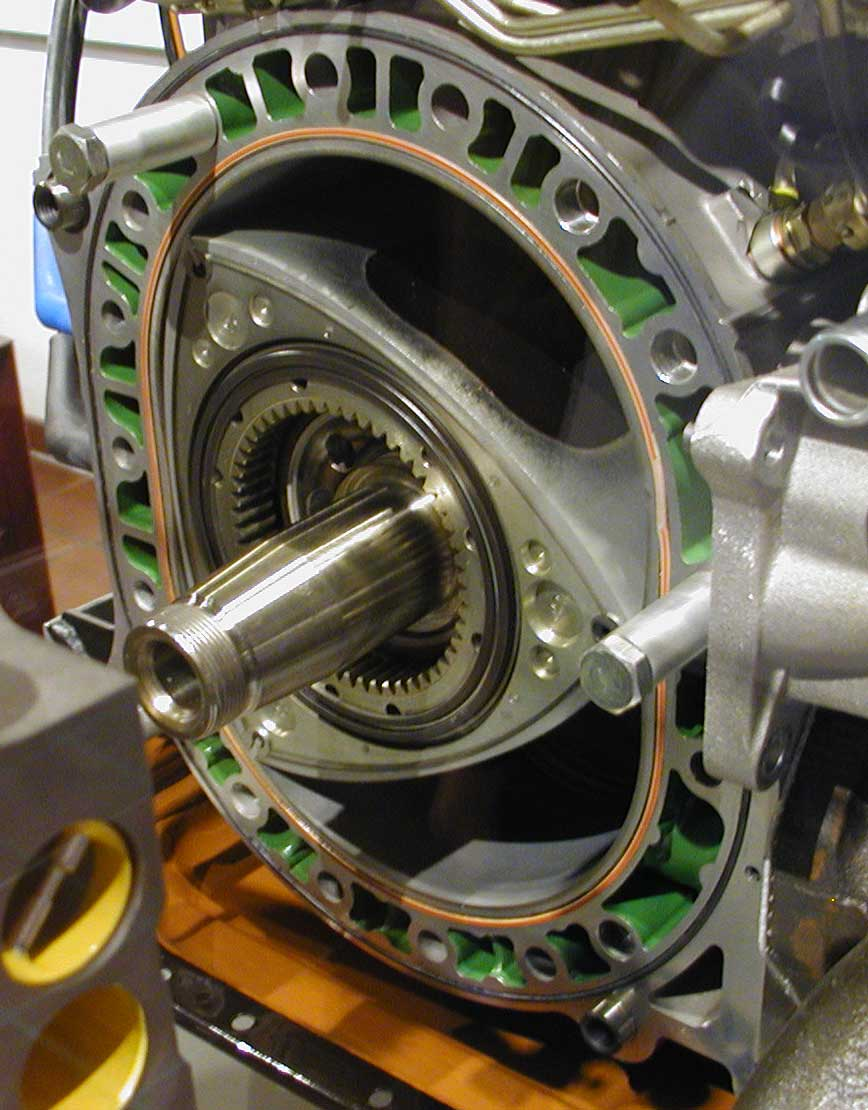
wankelmotor

De verbrandingskamers  hebben in de wankelmotor een niet-cilindrische vorm: de motor bestaat uit een om een as draaiende excentische rotor met een min of meer driehoekige dwarse doorsnede in een trommel. De drie kamers veranderen bij rotatie van grootte. Een mengsel van brandstof en lucht wordt in de open ruimten tussen de zijden van de driehoek en de trommel wordt gebracht, samengeperst en tot ontploffing gebracht waardoor de driehoek gaat draaien. Het voordeel van een wankelmotor ten opzichte van een klassieke zuigermotor is het kleine aantal bewegende onderdelen.

### Turbine
Opgewekte druk wordt in een turbine in mechanische energie omgezet door een gas of vloeistof, langs turbineschoepen te laten stromen.

### Straalmotor
Aangezogen lucht wordt in een straalmotor aan de voorkant door een compressor samengeperst en met brandstof in de verbrandingskamer vermengd. Dit mengsel wordt ontstoken. De druk die hierbij vrijkomt stuwt de motor voort en drijft via een turbine de compressor aan, waardoor het proces in stand blijft.

### Uitwendige verbranding
Er wordt verschil gemaakt tussen motoren waarbij de verbranding binnen en buiten de cilinder plaatsvindt, waarin de zuiger zich op en neer beweegt die de krukas aandrijft. Het ging bij de hierboven genoemde voorbeelden om motoren met een inwendige verbranding. Een verbrandingsmotor heeft in principe een inwendige verbranding. Voorbeelden van een motor met een uitwendige verbranding zijn de stoommachine en de stirlingmotor.

## Brandstoffen
De meest gebruikte brandstoffen zijn aardoliederivaten: benzine, dieselolie, zware stookolie en lpg. 
Vanwege de toenemende uitstoot van broeikasgassen door het wegverkeer wordt op kleine schaal geëxperimenteerd met alternatieve brandstoffen die niet van aardolie afkomstig zijn, zoals bio-ethanol, in Brazilië al op grote schaal toegepast sinds eind jaren 1970, biodiesel, puur plantaardige olie, GTL, aardgas cng, HCNG, biogas en waterstof. 
Men tankt brandstof in een tankstation, in de scheepvaart bij de bunkerstation.

## Pioniers
- Isaac de Rivaz 1752-1828
- Samuel Brown † 1849
- Eugenio Barsanti 1821-1864

- Bibliothèque nationale de France: cb11932534n (data)
- Gemeinsame Normdatei: 4062661-1
- Library of Congress Control Number: sh85067314
- Nationale Bibliotheek van Tsjechië: ph116225
- Nationale Bibliotheek van Israël: 987007555508805171